# Auriglobus
Auriglobus is een geslacht van straalvinnige vissen uit de familie van de kogelvissen (Tetraodontidae).

## Soorten
- Auriglobus amabilis (Roberts, 1982)
- Auriglobus modestus (Bleeker, 1850)
- Auriglobus nefastus (Roberts, 1982)
- Auriglobus remotus (Roberts, 1982)
- Auriglobus silus (Roberts, 1982)